# Pterostichus lianhuaensis
Pterostichus lianhuaensis es una especie de escarabajo terrestre del género Pterostichus, categorizada en la tribu Pterostichini, de la subfamilia Harpalinae. Fue descrita por Dorjerem; Shi & Liang en 2020.

## Distribución
Se distribuye por Asia: China.